# American Pie (sång)
"American Pie" är en låt skriven och framförd av Don McLean, utgiven 1971 på albumet med samma namn samt på singel i november samma år. Den blev singeletta i USA i fyra veckor 1972. En populär cover spelades in år 2000 av popartisten Madonna.
Texten till "American Pie" är minst sagt kryptisk och tolkningarna är många. Huvudsakligen tycks den handla om musikens och ungdomskulturens utveckling under 1960-talet. Flera textrader kan tolkas att syfta på The Beatles, The Rolling Stones, Bob Dylan, The Byrds, Janis Joplin med flera. McLean har emellertid hållit den verkliga betydelsen – om någon sådan finns – hemlig.

## Madonnas version
Den amerikanska popartisten Madonna spelade in en cover på låten som släpptes som singel i mars 2000 för soundtracket till filmen Det näst bästa. Denna version är mycket kortare än originalet (den består endast av början till första versen samt andra och sjätte verserna) och tolkades som en danspoplåt. Madonna producerade låten tillsammans med William Orbit efter att Rupert Everett (som delade huvudrollen med Madonna i Det näst bästa) hade övertalat henne att spela in låten.
Singeln visade sig bli en kommersiell succé, och valdes därför som bonuslåt och första singel från albumet Music. Låten fanns emellertid endast med på den amerikanska utgåvan av Music. Man producerade även en musikvideo i regi av Philipp Stölzl, i vilken Madonna syns dansande framför en stor amerikansk flagga.

## Listplaceringar och certifikat

### Don McLean
| Lista (1971-1972) | Topplacering |
| ----------------- | ------------ |
| Nederländerna     | 10           |
| Norge             | 9            |

### Madonna
| Lista (2000)                                 | Topplacering |
| -------------------------------------------- | ------------ |
| Australiska ARIA-singellistan                | 1            |
| Österrikiska singellistan                    | 3            |
| Belgiska singellistan                        | 6            |
| Kanadensiska singellistan                    | 1            |
| Nederlandse Top 40                           | 4            |
| European Hot 100 Singles                     | 1            |
| Finländska singellistan                      | 1            |
| Franska singellistan                         | 8            |
| Tyska singellistan                           | 1            |
| Italienska singellistan                      | 1            |
| Nyzeeländska singellistan                    | 4            |
| Norska singellistan                          | 1            |
| Spanska singellistan                         | 1            |
| Svenska singellistan                         | 1            |
| Schweiziska singellistan                     | 1            |
| Brittiska singellistan                       | 1            |
| U.S. Billboard Hot 100                       | 29           |
| U.S. Billboard Hot Dance Club Play           | 1            |
| U.S. Billboard Hot Adult Contemporary Tracks | 21           |

| Land           | Certifikat |
| -------------- | ---------- |
| Australien     | Guld       |
| Österrike      | Guld       |
| Frankrike      | Silver     |
| Sverige        | Platina    |
| Schweiz        | Platina    |
| Storbritannien | Guld       |

## Övrigt
- Flygplanet som Buddy Holly, Ritchie Valens och The Big Bopper (J. P. Richardson) dog i 3 februari 1959 på väg mot en spelning i Fargo, North Dakota i USA påstås ha haft namnet American Pie. Don McLeans låt, som delvis handlar om haveriet, påstås ha fått namnet "American Pie" efter flygplanet. Det finns emellertid inga bevis för detta, däremot har "American pie" använts som ett smeknamn för 1950-talets USA. Låten skulle alltså vara ett avsked till 1950-talets drömmar och ideal, vilket är en troligare förklaring.
- I texten förekommer uttrycket "The Day the Music Died", vilket är en beteckning på den dagen flygplanshavereriet skedde.
- Don McLeans version lyckades inte komma in på Tio i topp. Gruppen Fickle Pickle spelade in en version 1972, och den kom in och låg några veckor på listan.

### Fotnoter
1. ↑  "Reheated 'American Pie' Madonna reinvents herself again, this time with Don McLean's '70s hit" Arkiverad 13 november 2013 hämtat från the Wayback Machine.. Fort Worth Star-Telegram. 2000-02-12. Läst 2013-04-17.
2. ↑  ”Listplacering”. http://dutchcharts.nl/showitem.asp?interpret=Don+McLean&titel=American+Pie&cat=s. Läst 6 maj 2011.
3. ↑  ”Listplacering”. http://norwegiancharts.com/showitem.asp?interpret=Don+McLean&titel=American+Pie&cat=s. Läst 6 maj 2011.
4. 1 2 3 4 5 6 7 8 9 10 11  Steffen Hung. ”lescharts.com”. lescharts.com. http://lescharts.com/showitem.asp?interpret=Madonna&titel=American+Pie&cat=s. Läst 20 maj 2010.
5. ↑  ”Hits of the World” (på engelska). Billboard. 18 mars 2000. https://books.google.se/books?id=nA4EAAAAMBAJ&pg=PA52&redir_esc=y#v=onepage&q&f=false. Läst 1 september 2022.
6. ↑  ”Top40.nl”. Top40.nl. http://top40.nl/index.aspx?week=13&jaar=2000. Läst 20 maj 2010.
7. ↑  ”Craig David Storms U.K. Singles Chart” (på engelska). Billboard. Arkiverad från [www.billboard.com/bbcom/search/google/article_display.jsp?vnu_content_id=866989 originalet] den 25 maj 2012. https://archive.is/20120525121433/www.billboard.com/bbcom/search/google/article_display.jsp?vnu_content_id=866989.
8. ↑  Salaverri, Fernando (2005). Sólo éxitos: año a año, 1959–2002 (1st). Spain: Fundación Autor-SGAE. ISBN 978-84-8048-639-2. Läst accessdate=13 juli 2010
9. ↑  ”chartstats.com”. chartstats.com. 24 juni 2000. Arkiverad från originalet den 21 juli 2011. https://web.archive.org/web/20110721015249/http://www.chartstats.com/songinfo.php?id=28035. Läst 20 maj 2010.
10. 1 2 3  Billboard chart peaks Billboard.com. Retrieved 22 June 2009.
11. ↑  http://www.aria.com.au/pages/aria-charts-accreditations-singles-2000.htm
12. ↑  ”IFPI Austria - Verband der Ã–sterreichischen Musikwirtschaft” (på (tyska)). Ifpi.at. https://ifpi.at/auszeichnungen/. Läst 20 maj 2010.
13. ↑  ”Arkiverade kopian”. Arkiverad från originalet den 13 mars 2012. https://web.archive.org/web/20120313231228/http://www.disqueenfrance.com/fr/page-259165.xml?year=2000&type=6. Läst 6 juni 2012.
14. ↑  ÅR 2000
15. ↑  Steffen Hung. ”The Official Swiss Charts and Music Community”. Swisscharts.com. Arkiverad från originalet den 13 juni 2011. https://web.archive.org/web/20110613143935/http://swisscharts.com/awards.asp?year=2000. Läst 20 maj 2010.
16. ↑  ”Arkiverade kopian”. Arkiverad från originalet den 11 januari 2013. https://www.webcitation.org/6DaMNbmDo?url=http://www.bpi.co.uk/certifiedawards/search.aspx. Läst 29 februari 2012.